# Движение без страха
«Движение без страха» (исп. Movimiento Sin Miedo, МСМ) — прогрессивная политическая партия Боливии, основанная 1 марта 1999 года. Лидер партии Хуан дель Гранадо был мэром Ла-Паса с 2000 по 2010 год. Партия победила на выборах мэра в 2010 году как в Ла-Пасе, так и в Оруро. Луис Ревилья был переизбран мэром Ла-Паса и в 2015 году.
Находясь в левом крыле политического спектра, партия сначала была союзницей Движения за социализм (MAS-IPSP), а затем перешла в оппозицию. Партии заключили альянс 3 сентября в преддверии выборов 18 декабря 2005 года. Стороны также объединили свои усилия во время выборов в Учредительное собрание 2006 года, в поддержку президента Эво Моралеса во время референдума об отзыве в 2008 году и, наконец, в объединенном списке в парламент на всеобщих выборах 2009 года.

## Участие в выборах

### Многонациональное законодательное собрание
Четыре члена МСМ были избраны в нижнюю палате Конгресса Боливии когда партия вступила в союз с MAS-IPSP: Хавьер Савалета, Марсела Револьо, Фабиан Яксич и Самуэль Памури. Последние трое были избраны по одномандатным округам. После разрыва между МСМ и правящим Движением за социализм четыре депутата партии, избранные по списку MAS, покинули ряды его фракции и в конце марта 2010 года пообещали «действовать в соответствии с нашими политическими принципами, с нашей совестью и с людьми, которые нас избрали». Однако к апрелю 2010 года Самуэль Памури остался с MAS-IPSP; Хавьер Савалета также дистанцировался от Движения без страха, что привело к его официальному отстранению в феврале 2011 года.
Депутаты MAS-IPSP неоднократно угрожали сместить оставшихся депутатов с их мест. В январе 2012 года «Движение без страха» предложило провести референдум об отзыве пяти одномандатных мест, представляющих город Ла-Пас (включая Савалету, Револьо, Яксич и Памури, а также Гильермо Торреса из MAS-IPSP), тем самым подтверждив или отклонив их текущую партийную принадлежность.

### Местные выборы
На выборах в департаменты и муниципалитеты 4 апреля 2010 г. МСМ приняли участие в 176 избирательных гонках, завоевав пост мэра в 21 муниципалитете. Луис Ревилья победил в муниципалитете Ла-Паса, что стало третьей подряд победой «Движения без страха» на мэрских выборах. Кроме того, Россио Пиментель Флорес из МСМ одержала верх в муниципалитете Оруро, что было неожиданным из-за сильной поддержки здесь Движения к социализму. С тех пор МСМ сильно укрепились в оппозиции к правящей партии.

### Президентские выборы 2014 года
После того, как президент Эво Моралес предложил, что он будет баллотировался на третий срок в 2014 году, Хуан дель Гранадо как лидер «Движения без страха» решил бросить вызов своему бывшему союзнику, потребовав представить предложение Моралеса на конституционный референдум. Одновременно МСМ выставило своего кандидата в президенты, которым 11 ноября 2013 года стал всё тот же дель Гранадо. На выборах он получил третье место с 2,71 % голосов, а партия потеряла все свои места в парламенте.